# پارک سوفیفسکی
پارک ملی سوفیفسکی با مساحت ۱۵۵ هکتار، یکی از اماکن مهم گردشگری اوکراین به‌شمار می‌آید. این پارک در شهر اومان در استان چرکاسی واقع شده‌است.
پارک ملی سوفی‌یفسکی در سال ۱۷۹۶ در شهر «اومان» کشور اوکراین، توسط نجیب‌زاده‌ای لهستانی به نام «استانیسلاو پوتوتسکی» ساخته شد. وی این پارک را به نام همسرش «سوفیا» نامگذاری و به او تقدیم نمود. سوفیا نجیب‌زاده یونانی‌تبار، به زیبایی معروف بود. گفته می‌شود، طراحی بعضی از قسمت‌های پارک را سوفیا شخصاً انجام داده‌است. وی به معرفی برخی نقش‌ها و طرح‌های اساطیری یونان و روم پرداخته‌است.

## نگارخانه

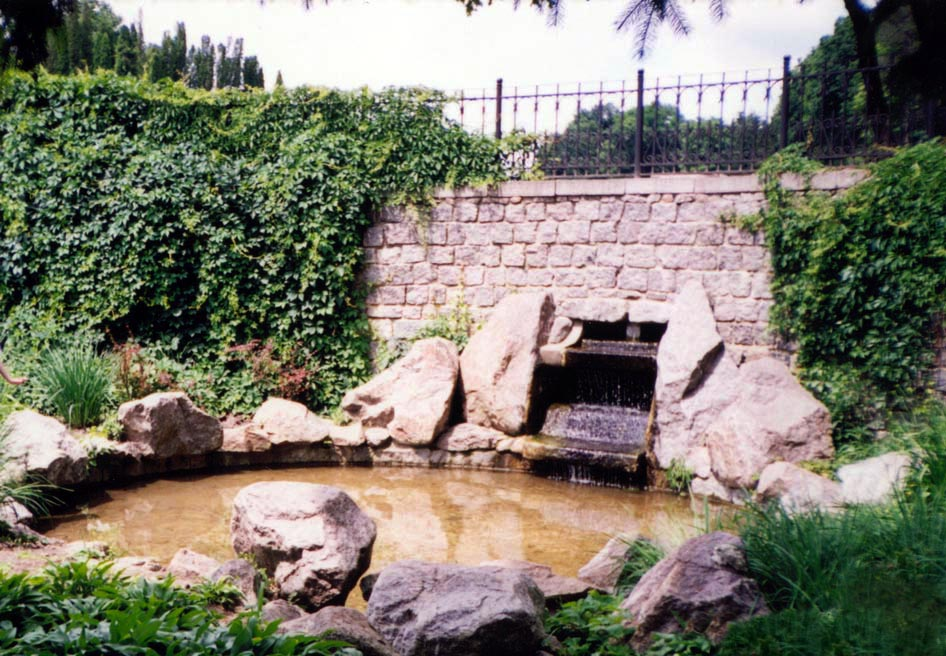
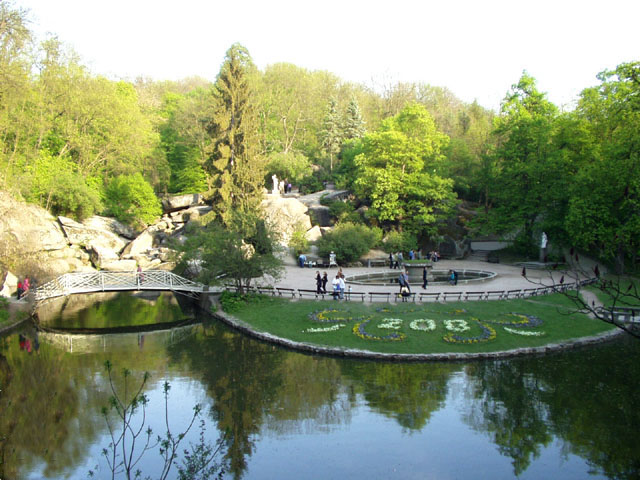
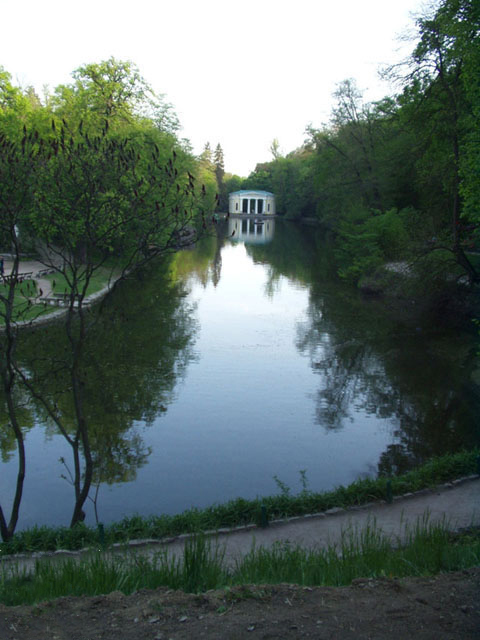
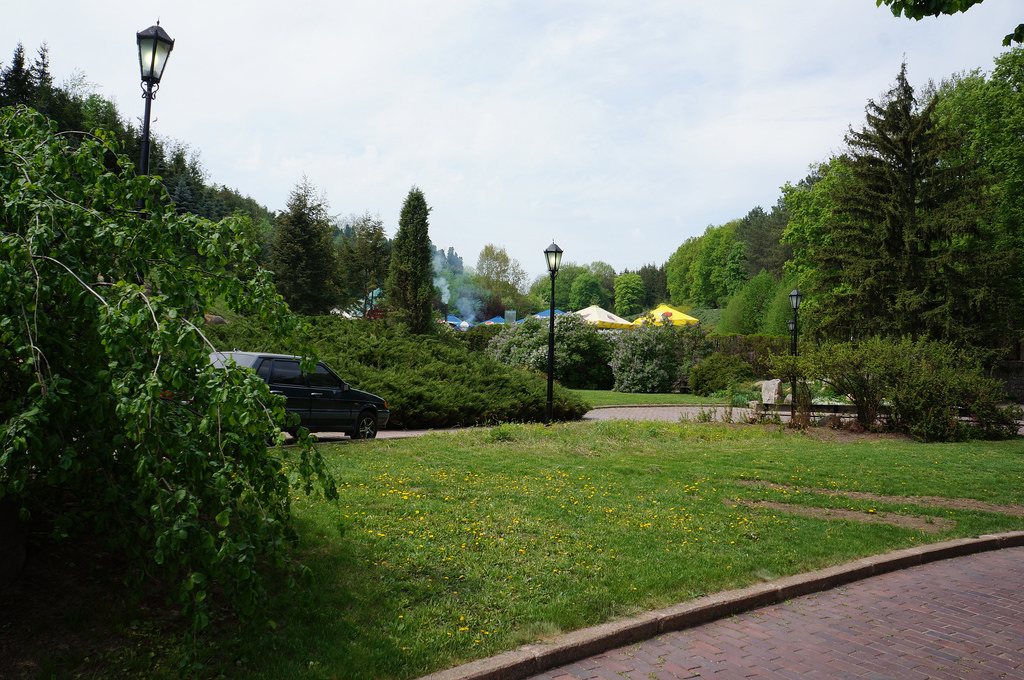
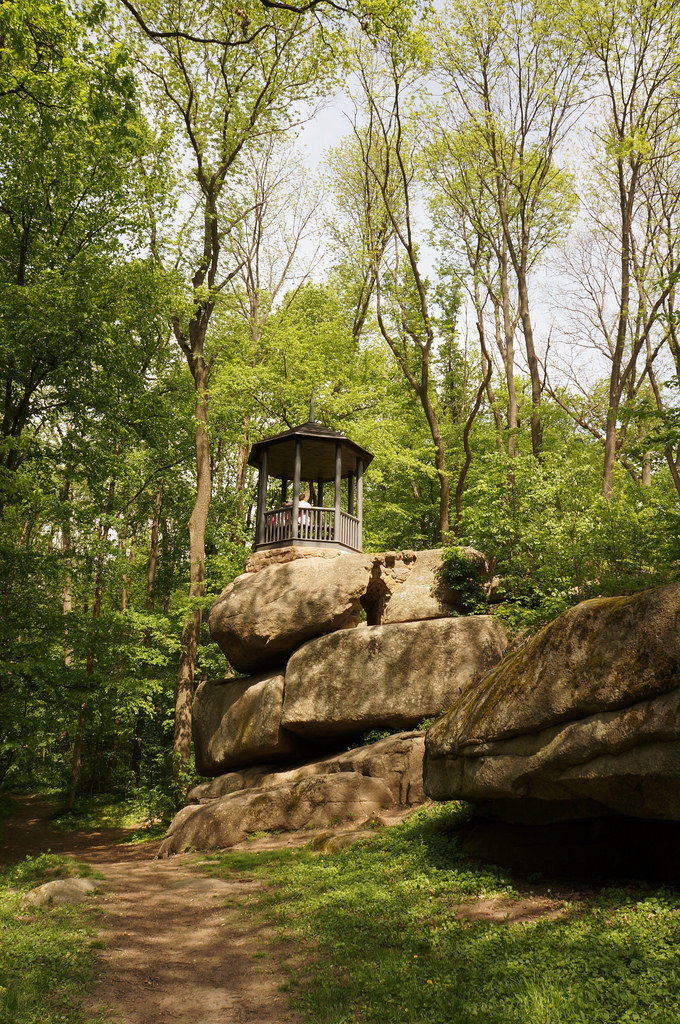
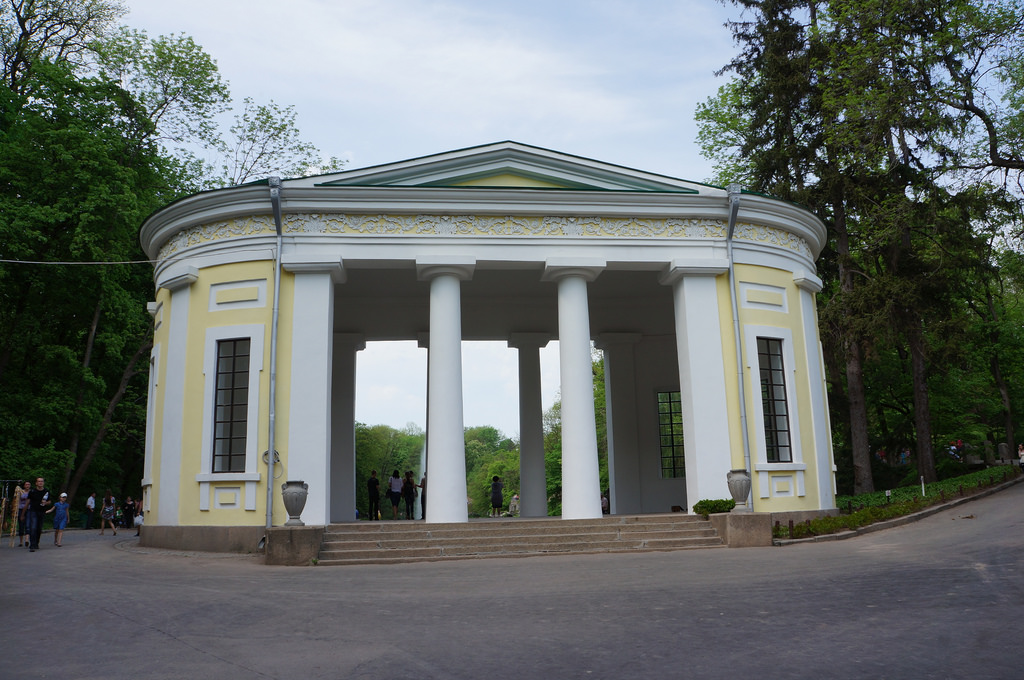
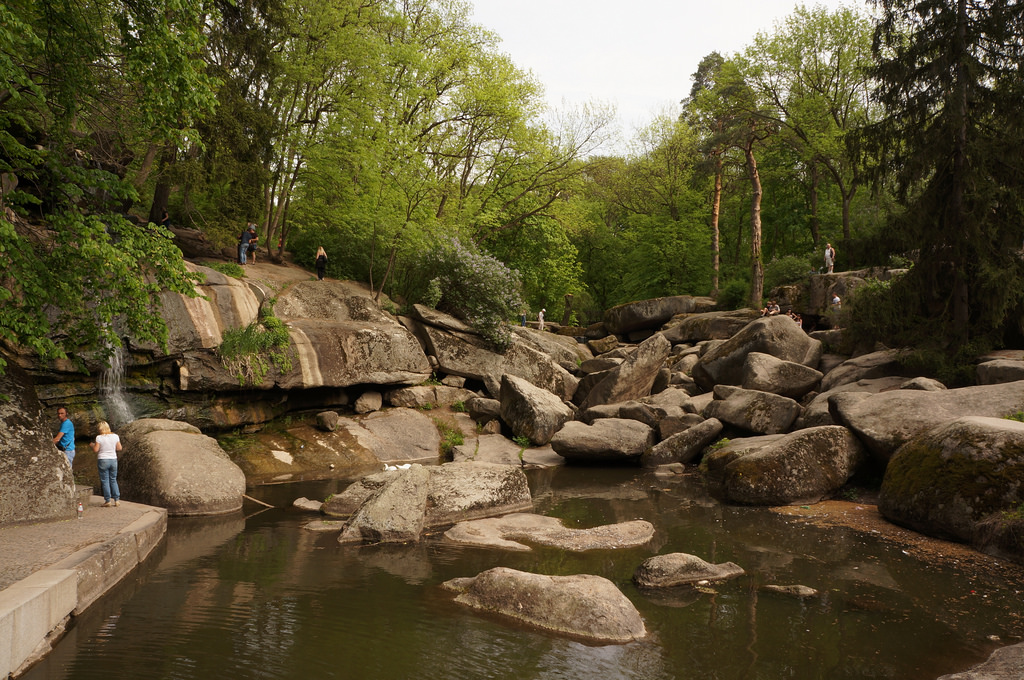
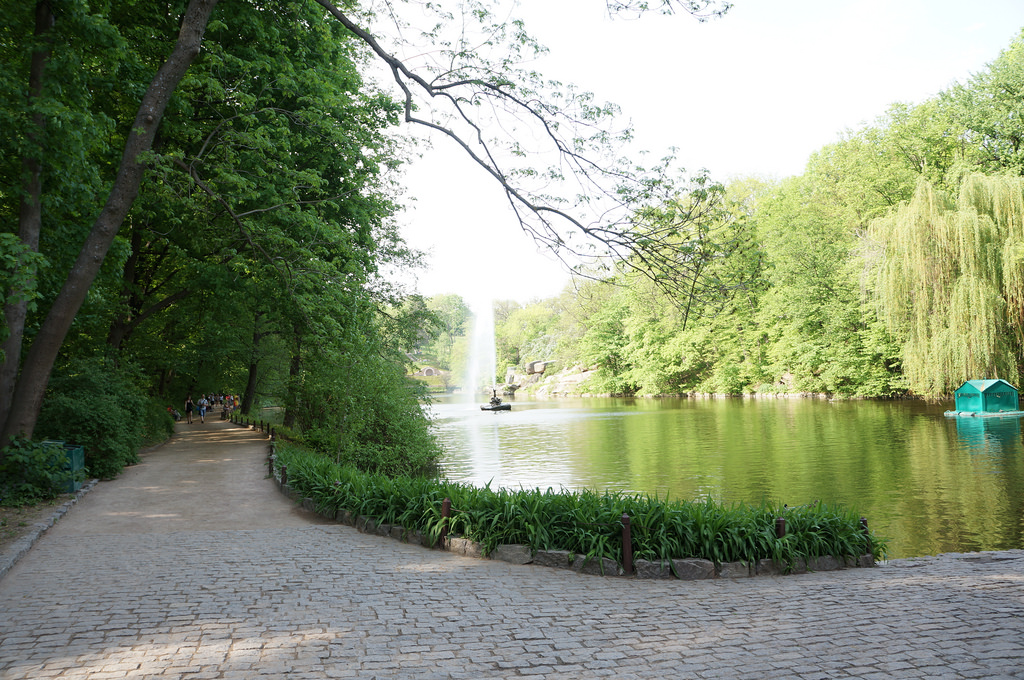
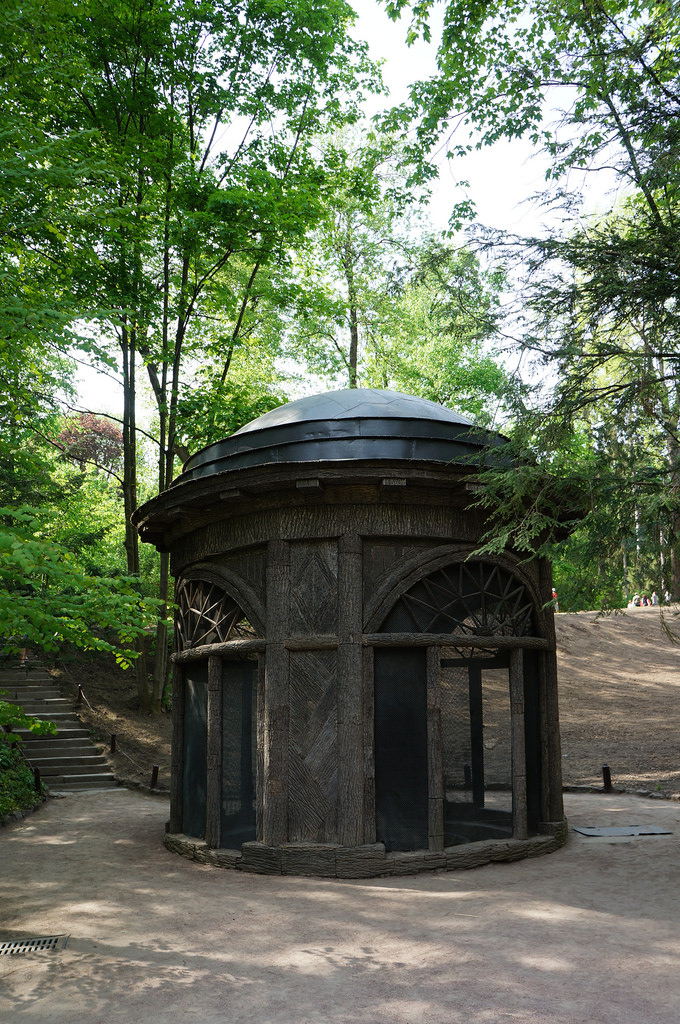
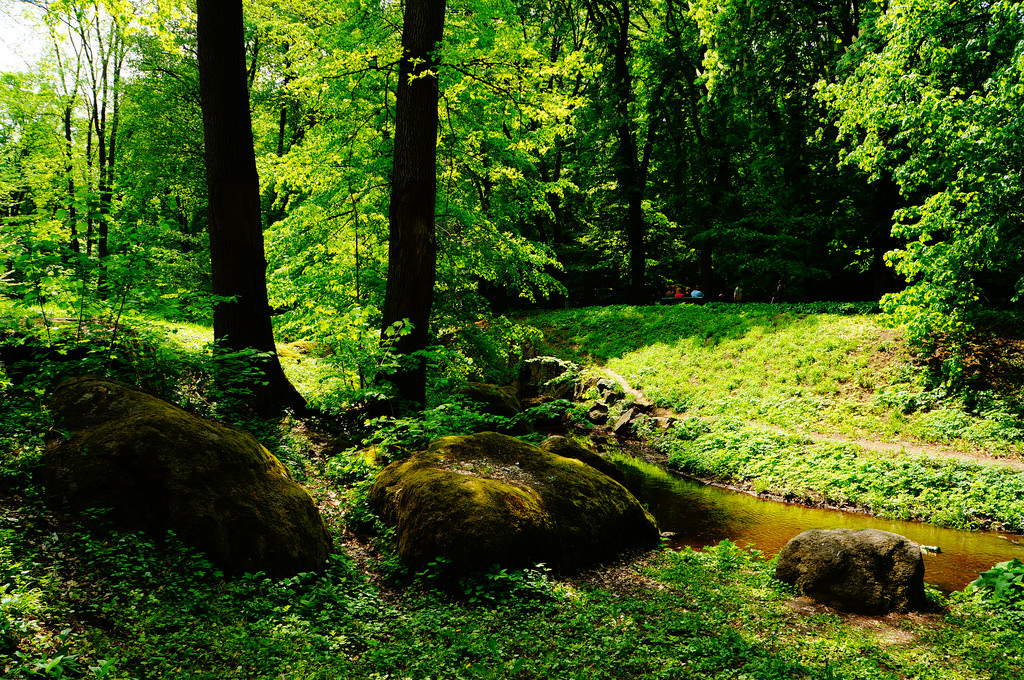